# 岡豊洋
岡 豊洋（おか とよひろ、1987年1月6日 - ）は、和歌山県、紀の川市出身の元自転車競技（ロードレース）選手。引退後は主に東京都と神奈川県で展開している自転車販売チェーン店、ベックスイソヤで働き、現在はトレック・ジャパン本社で働いている。

## 来歴
2008年、京都産業大学で走る傍ら、中国のUCIコンチネンタルチーム、マルコポーロに加入。
2009年
- ワールドサイクルカップ2009春季Ritsクリテリウム カテゴリー1 優勝
- MBKカップ美山サイクルロード U23 優勝
- ツール・ド・コリア 総合64位完走
- ツール・ド・ソウル 18位
- けいはんなサイクルレース C1 優勝